# 日本で最も美しい村連合
「日本で最も美しい村」連合（にほんでもっともうつくしいむら れんごう、特定非営利活動法人日本で最も美しい村連合）は、失ったら二度と取り戻せない日本の農山漁村の景観・文化を守りつつ、「日本で最も美しい村」（the most beautiful villages in Japan）の名称の使用権を管理し、加盟団体の観光の広報活動などをする特定非営利活動法人。通称「美しい村連合」。町村などの地方自治体やその内部地域からなる連合体であり、サポーター企業を有するなどの特徴がある。

## 概要

### 目的
素晴らしい地域資源を持ちながら過疎にある美しい町や村が、「日本で最も美しい村」を宣言することで下記を達成するのが目的である。
1. 自らの地域に誇りを持ち、将来にわたって美しい地域づくりを行うこと。
2. 住民によるまちづくり活動を展開することで地域の活性化を図り、地域の自立を推進すること。
3. 生活の営みにより作られてきた景観や環境を守りこれらを活用することで観光的付加価値を高め、地域の資源の保護と地域経済の発展に寄与すること。

### 設立の経緯
「フランスの最も美しい村協会」の活動を知った松尾雅彦カルビー社長（当時）が、カルビー関連会社のあった北海道美瑛町の浜田哲町長（当時）に提案し、浜田町長の呼びかけにより全国の7つの町村で2005年（平成17年）10月4日に任意団体として設立された。

### 活動
主に下記の活動をおこなっている。
- 「日本で最も美しい村」の名称やロゴマークの使用・普及。
- 加盟町村・地域相互の経験や研究の共有。
  - 定期総会、担当者会議などの各種交流会の開催。
  - 「日本で最も美しい村オンライン大学」などの学びの機会。
  - 加盟町村・地域間及び企業サポーター等との交流の場。
- 経済的価値の向上・社会的発展の促進。
  - 新規加盟審査 - 資格委員会が資格基準に基づき、加盟を希望する町村等の審査を実施。
  - 5年ごとの再審査 - 加盟後も5年程度に1度の再審査を通じ、加盟自治体等が「日本で最も美しい村」として妥当かどうかを審査。
  - 「世界の最も美しい村連合会」[注 1]の国際活動に参加。
- 地域の魅力発信による交流人口の増加。
  - 公式ガイドブックの継続的な発行。
  - フォトコンテストの開催。
  - 「日本で最も美しい村まつり」等の開催を通じた加盟町村・地域の魅力発信。
  - 7つのブロック協議会によるイベントの開催。
  - 加盟町村・地域をPRする商品の開発・販売支援。
- 景観や自然文化遺産を後世に引き継ぐための広報活動と世論形成。
  - SNSやホームページ等による広報活動。
  - 「U35みらい創造会議」 - 村の35歳以下の若者が村づくりに関わる機会づくり。
  - サポーター会員制度 - 連合のミッションに共感し、活動を支援する企業・団体・個人が参画。

## 加盟自治体・地域
2025年5月現在で、下記の自治体および自治体内地域が加盟している。連合の設けている地域ブロックごとに記している。

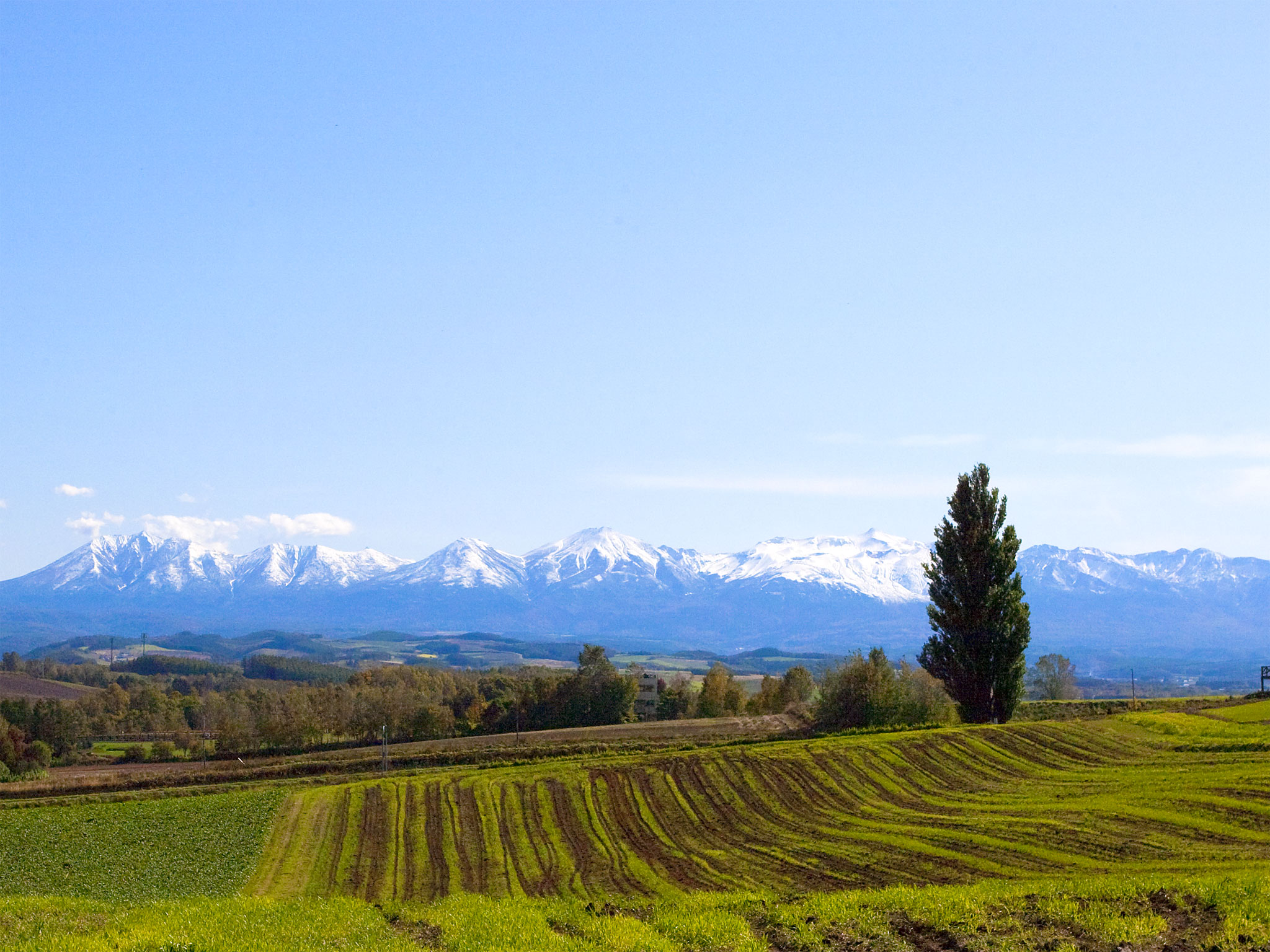
北海道美瑛町　びえいの丘

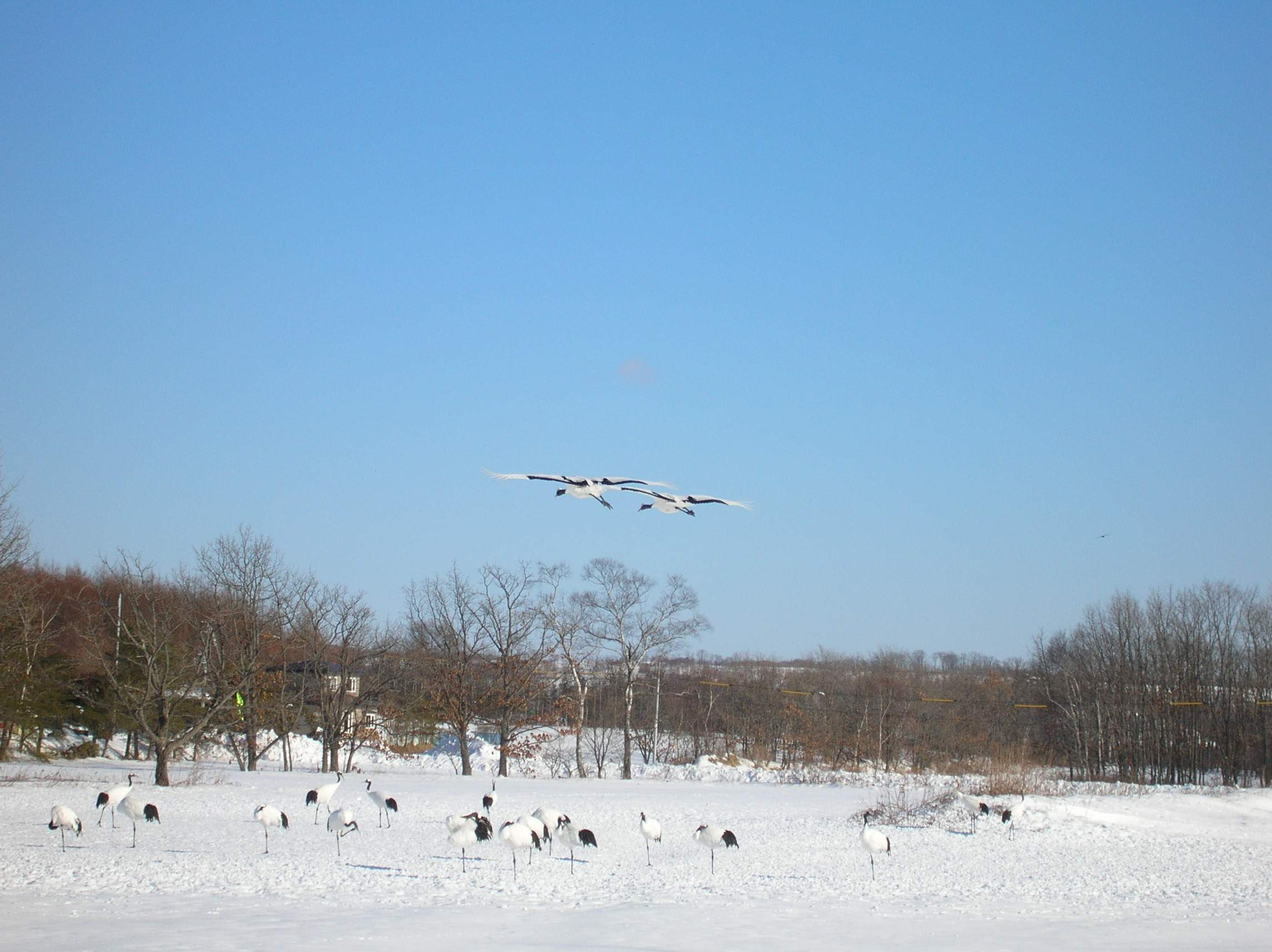
北海道鶴居村　タンチョウが住まう暮らし

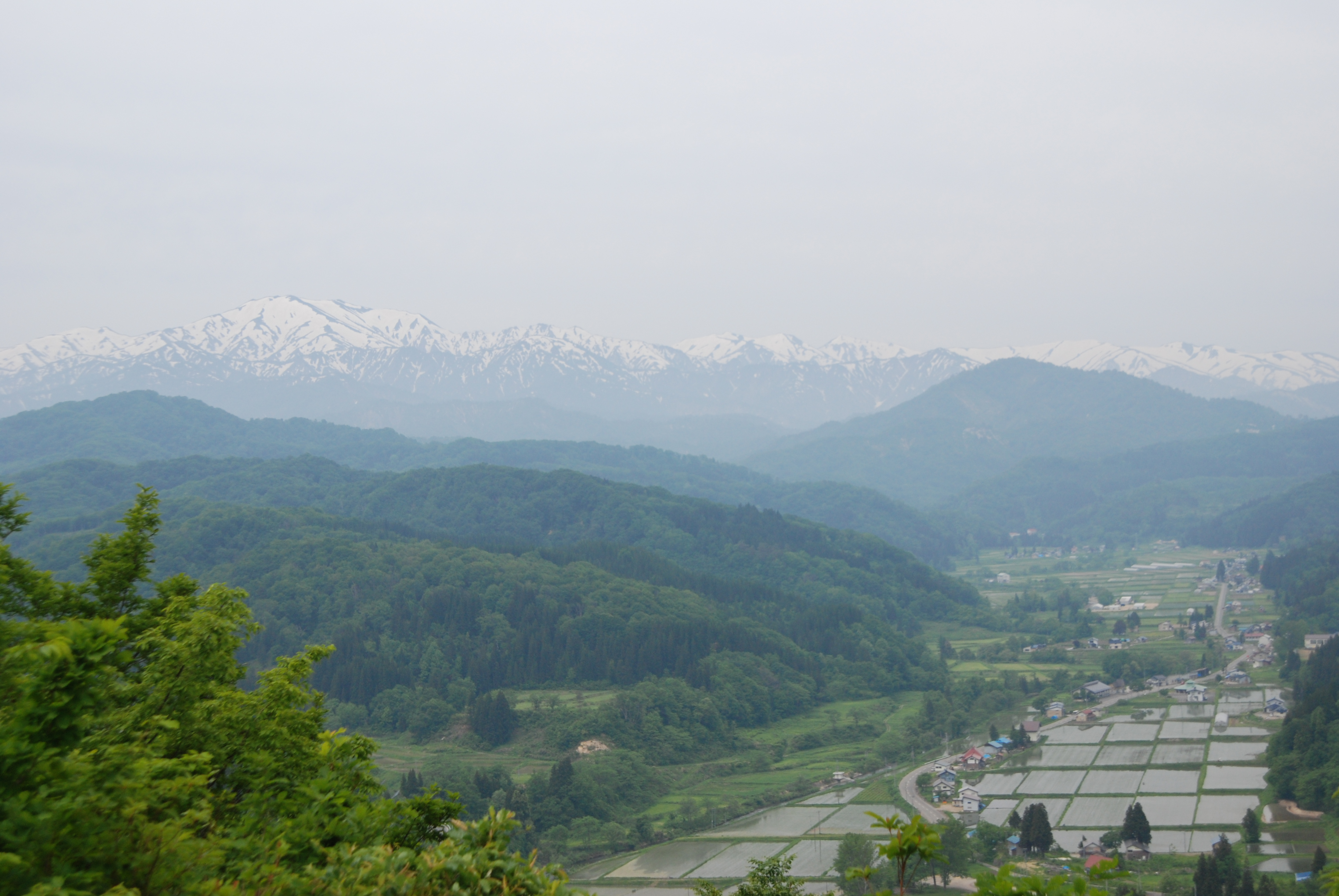
山形県飯豊町の中津川地区から望む飯豊連峰

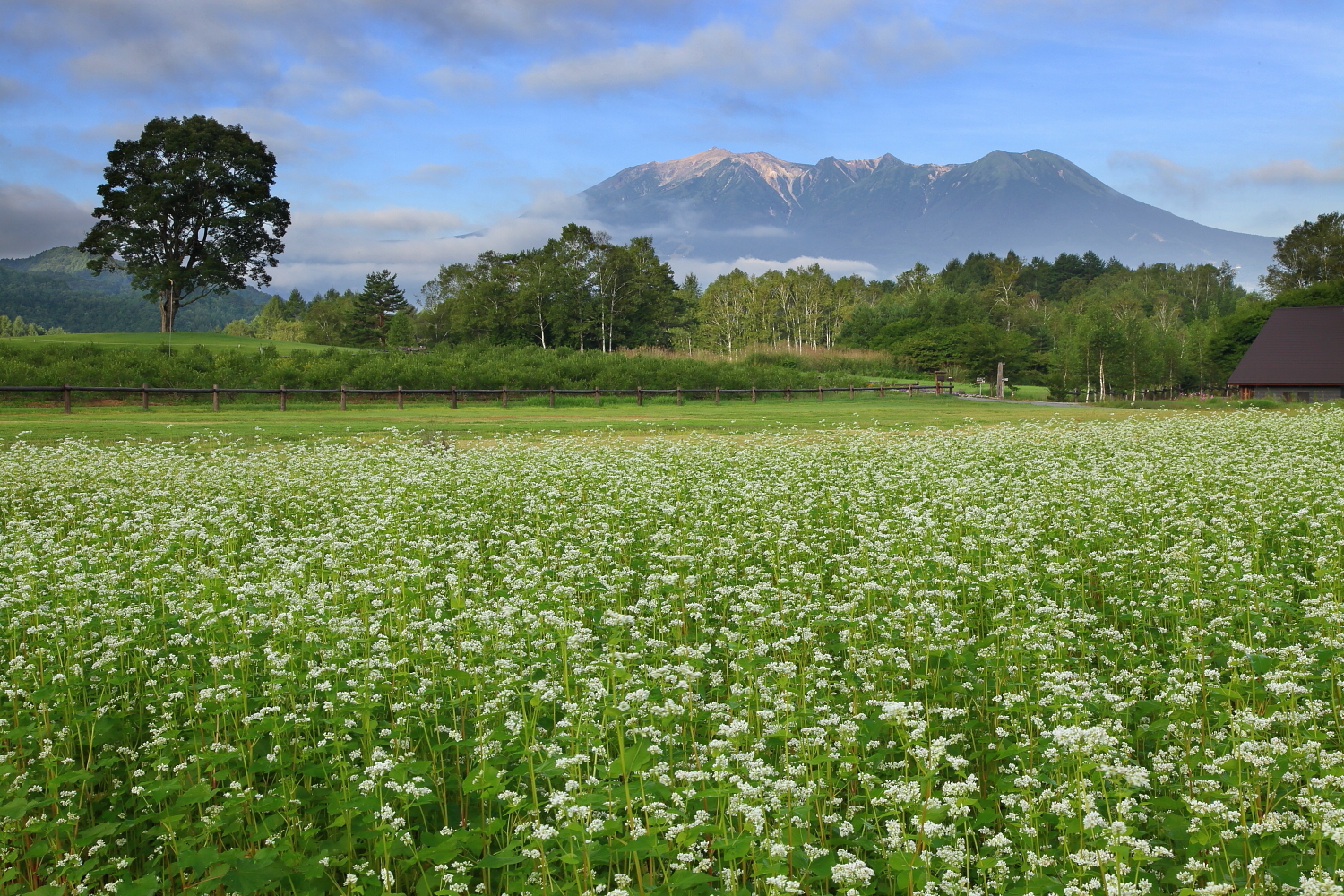
長野県木曽町　御嶽山麓の農村景観

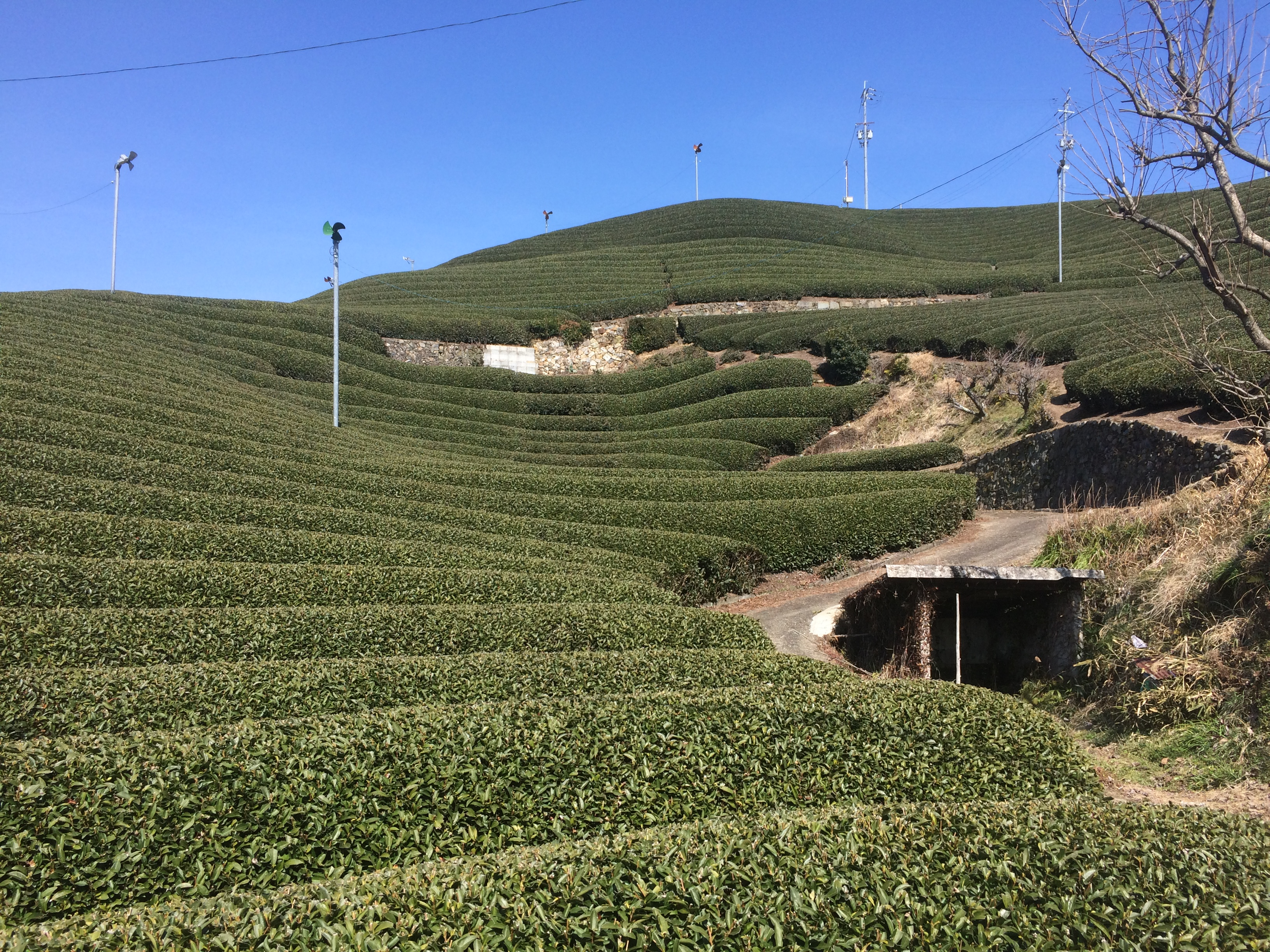
京都府和束町の多様な茶畑景観と瓦屋根の集落が一体となった茶源郷

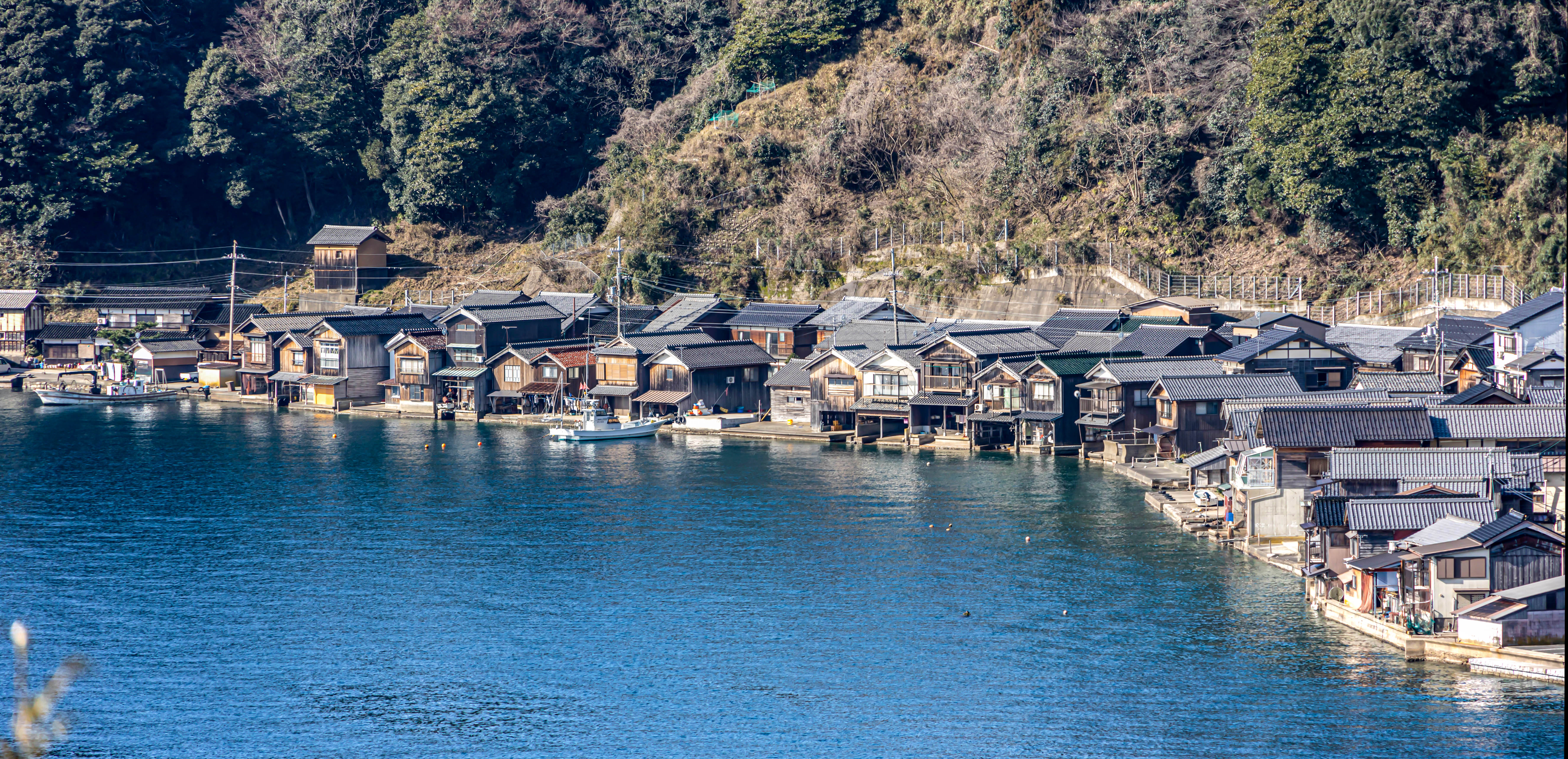
京都府伊根町の伊根浦舟屋群

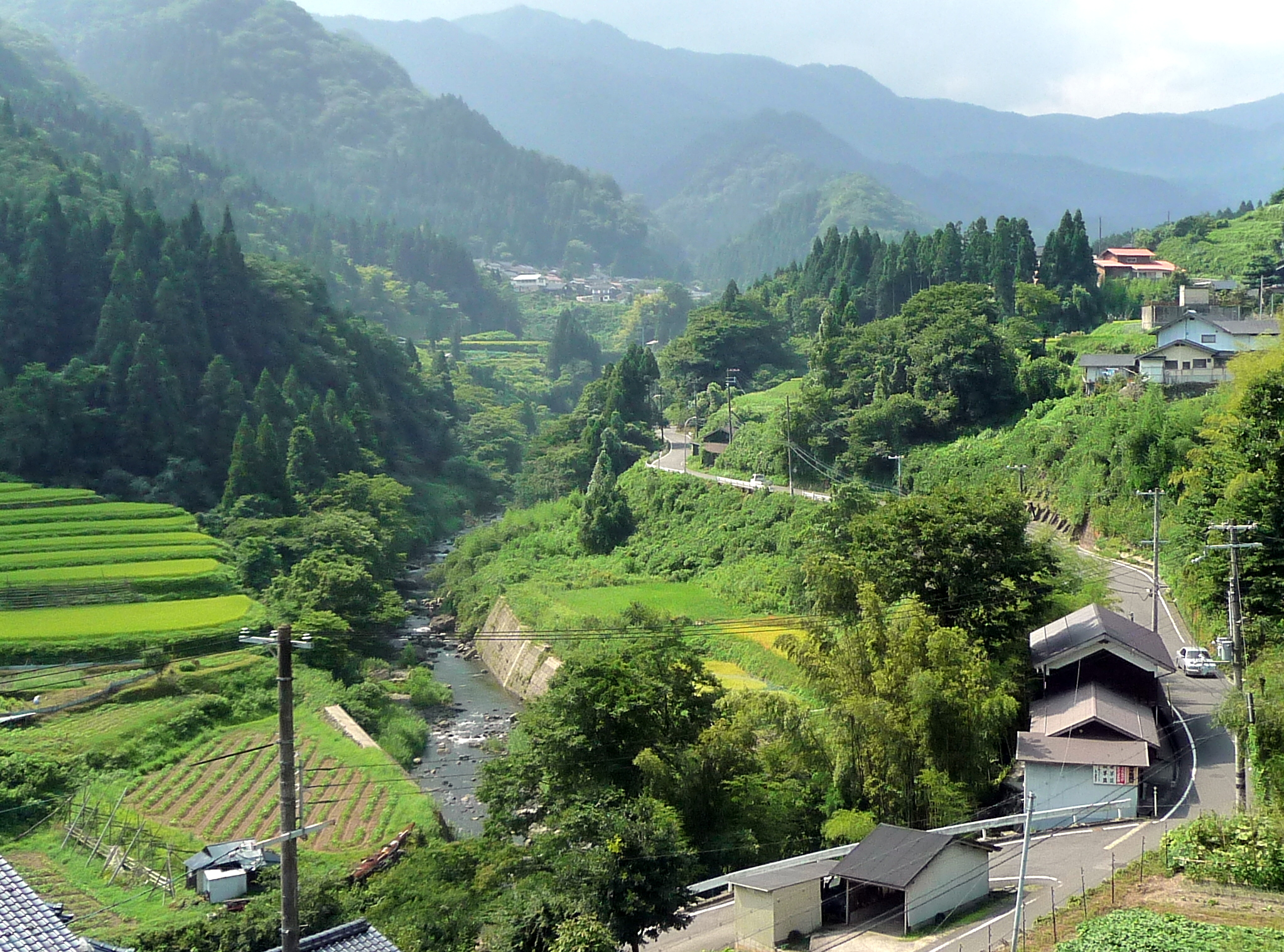
兵庫県香美町小代区　「和牛のふるさと」の景観

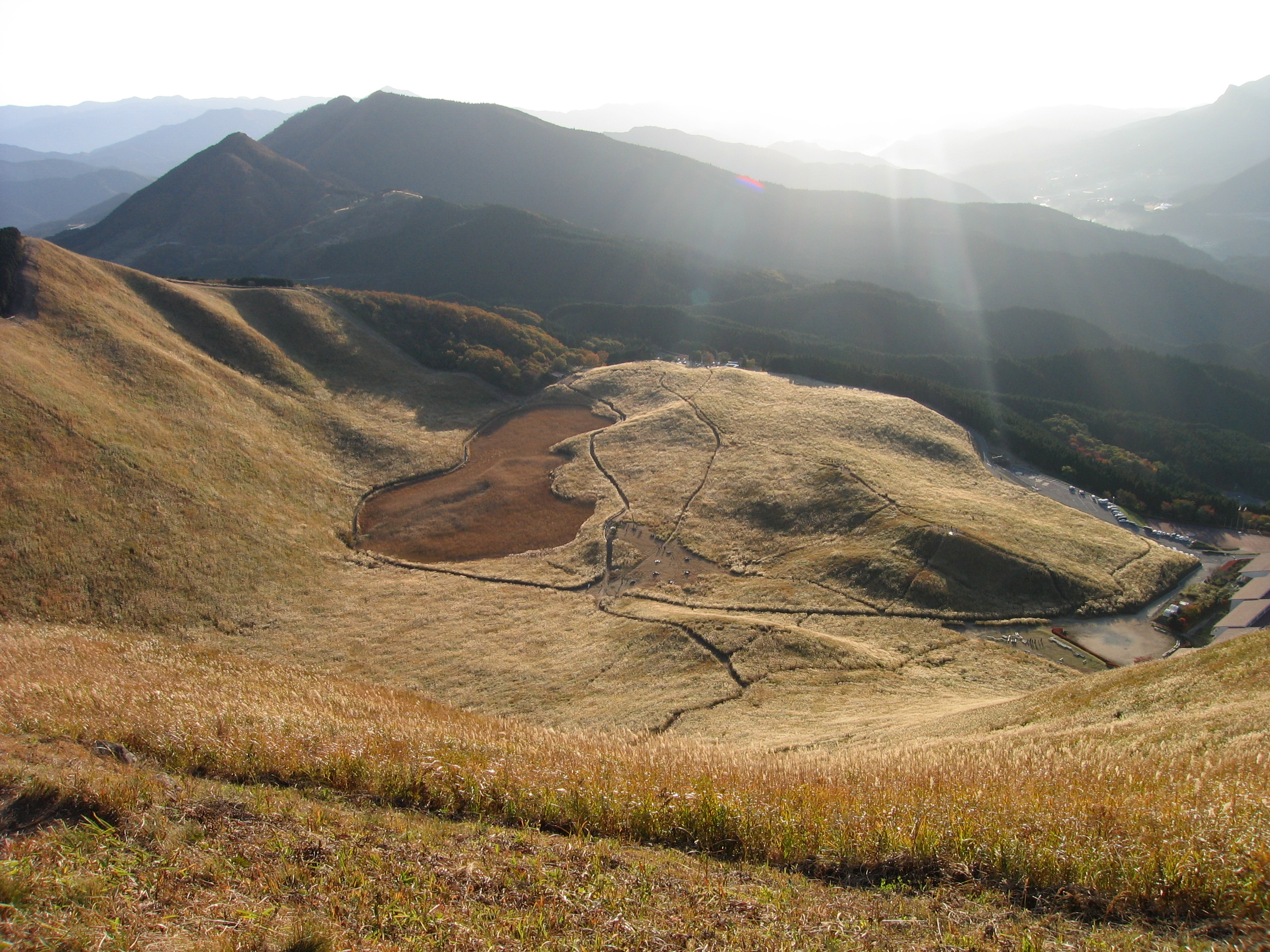
奈良県曽爾村の曽爾高原

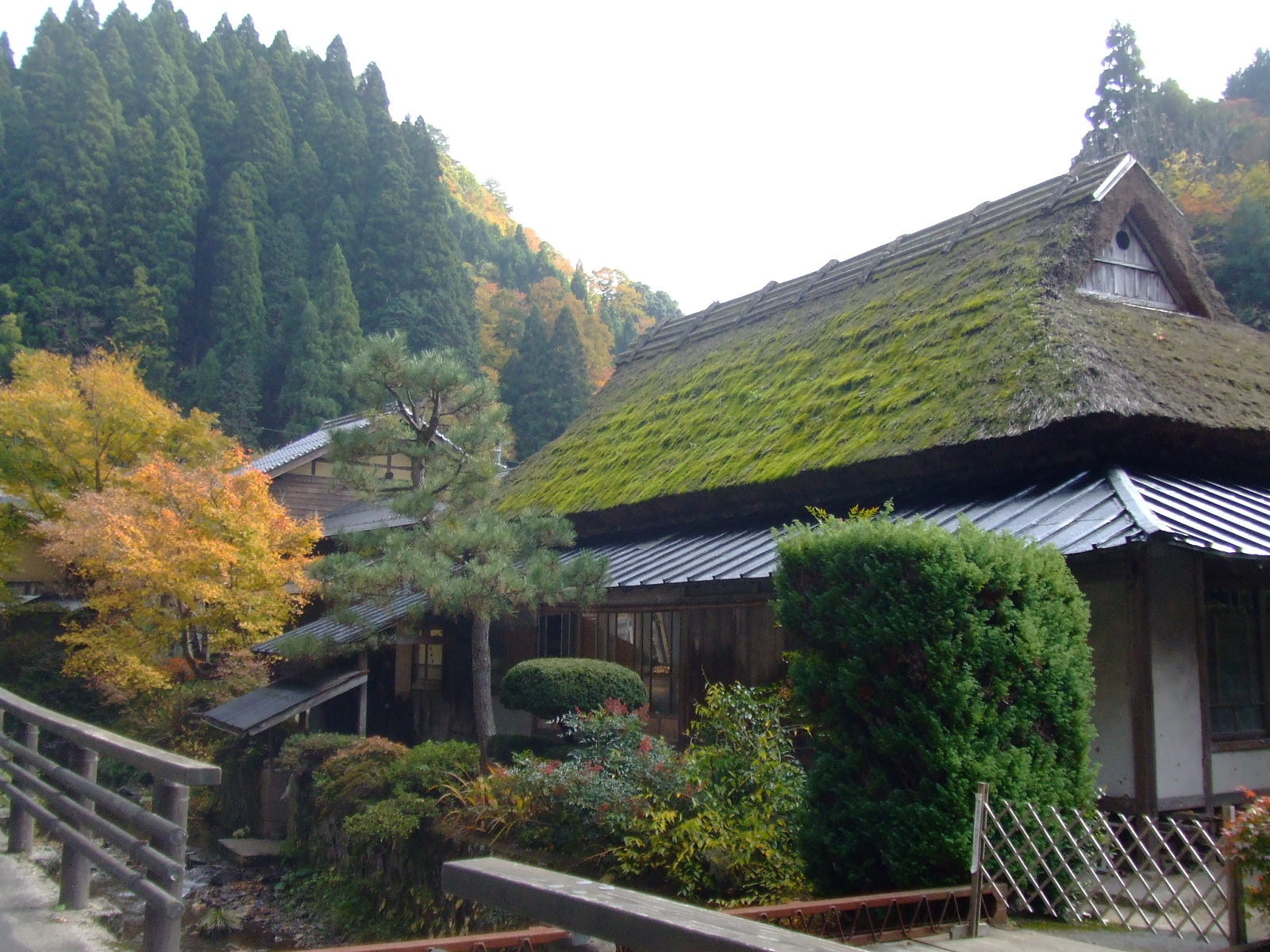
鳥取県智頭町の板井原集落

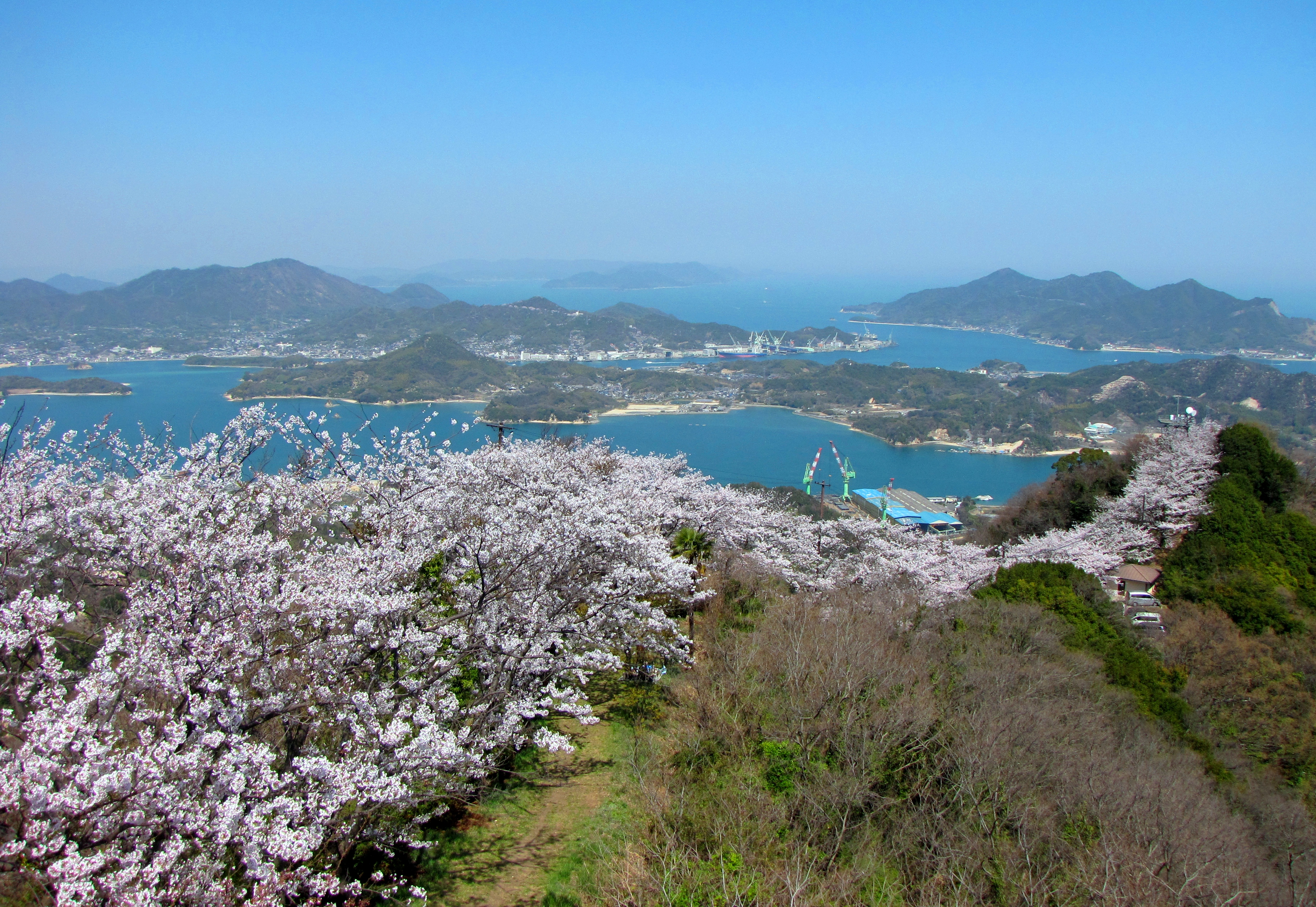
愛媛県上島町の桜の名勝積善山と瀬戸内海多島美景観

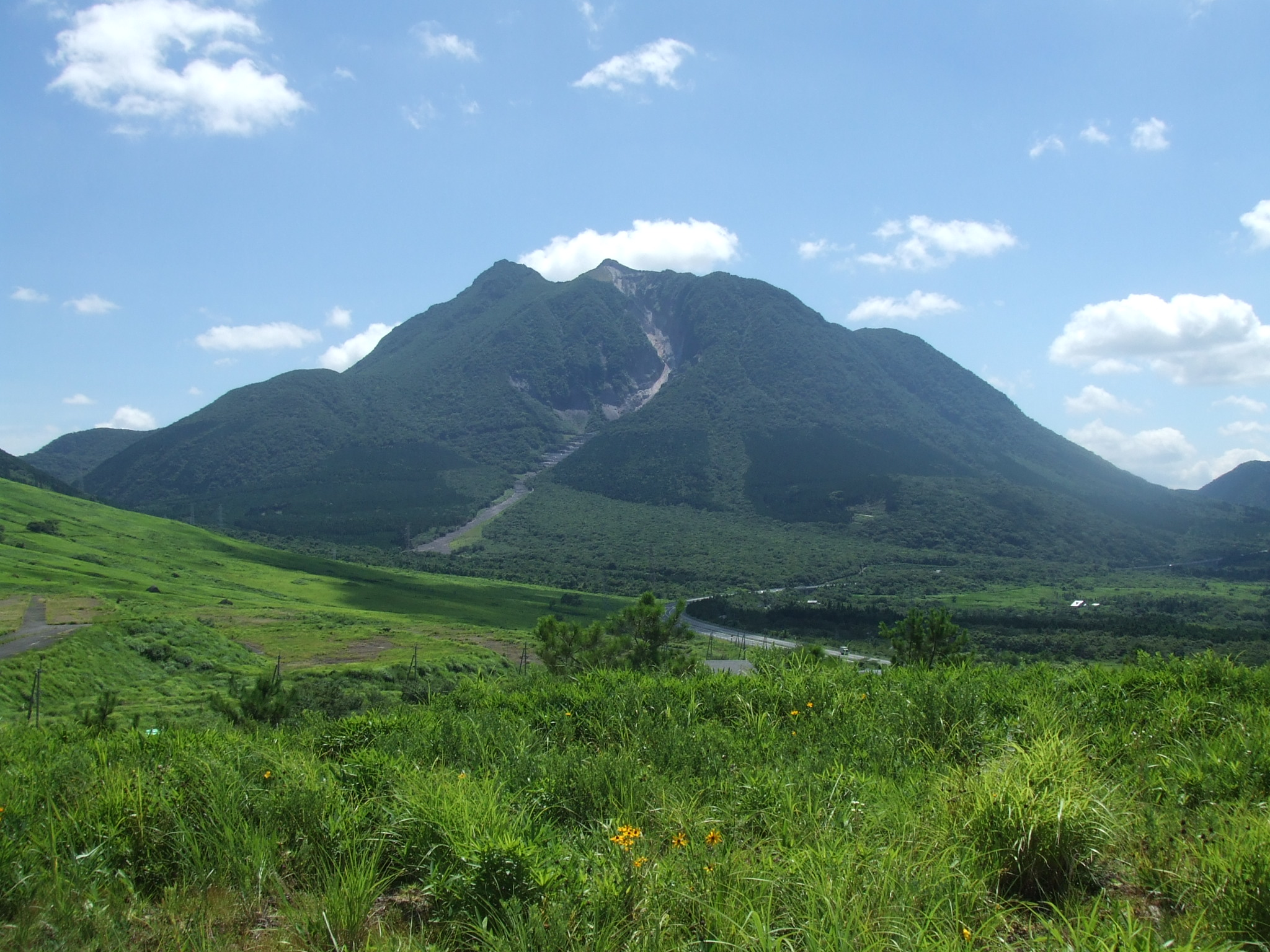
大分県由布市湯布院町塚原　塚原高原の雄大な農村景観

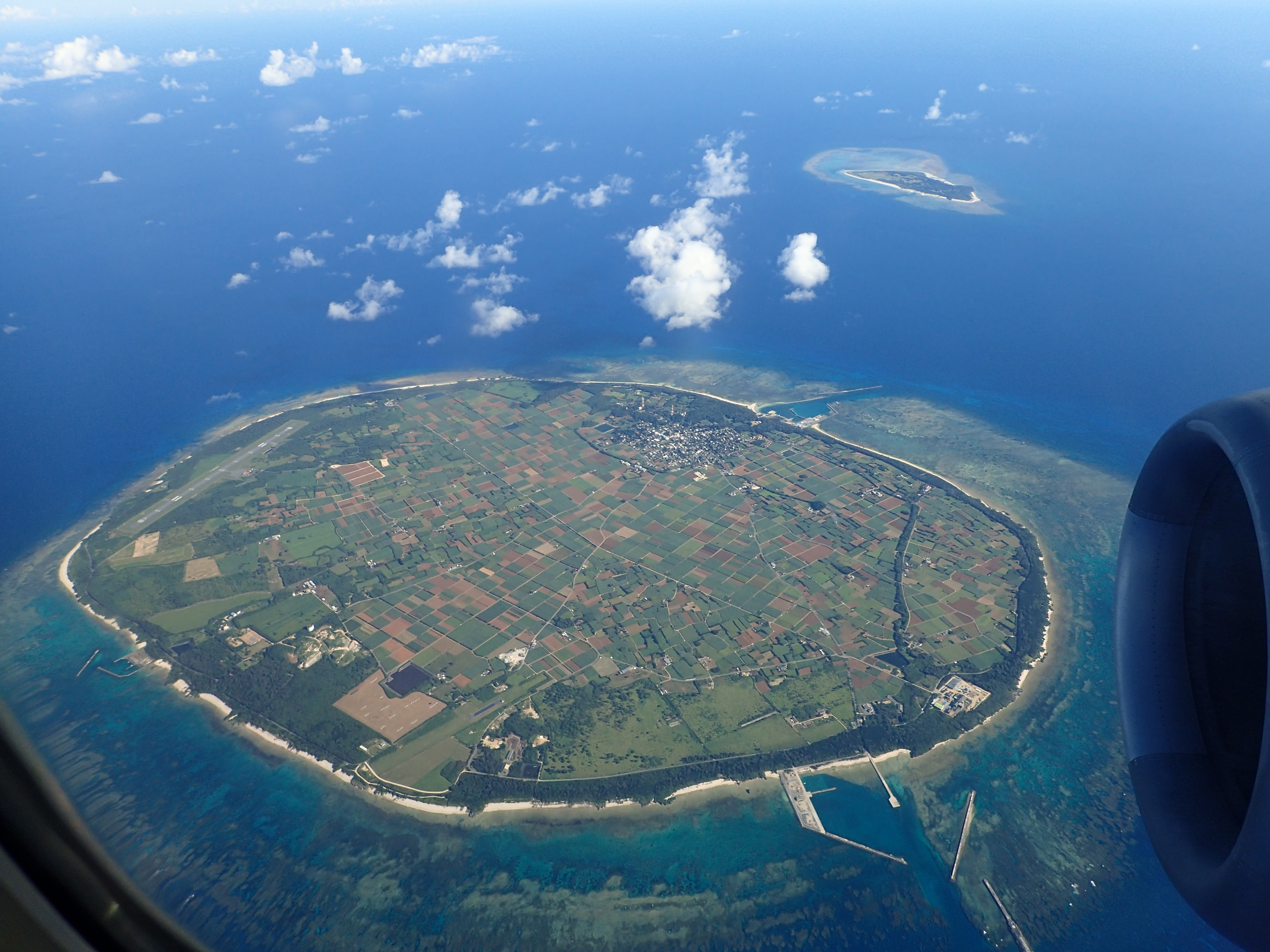
沖縄県多良間村　多良間島（手前）の生活に根ざした風水村落と水納島（奥）

### 北海道
- 北海道江差町
- 北海道黒松内町
- 北海道京極町
- 北海道赤井川村
- 北海道美瑛町
- 北海道清里町
- 北海道中札内村
- 北海道標津町
- 北海道鶴居村

### 東北
- 青森県佐井村
- 青森県田子町
- 秋田県小坂町
- 秋田県東成瀬村
- 山形県大蔵村
- 山形県飯豊町
- 福島県大玉村
- 福島県三島町
- 福島県昭和村
- 福島県飯舘村

### 関東・中部
- 栃木県那珂川町小砂（こいさご）
- 群馬県中之条町伊参（いさま）
- 群馬県中之条町六合（くに）
- 群馬県昭和村
- 山梨県早川町
- 長野県伊那市高遠町
- 長野県原村
- 長野県中川村
- 長野県大鹿村
- 長野県南木曽町
- 長野県木曽町
- 長野県高山村
- 長野県小川村
- 岐阜県下呂市馬瀬（まぜ）
- 岐阜県東白川村
- 静岡県松崎町
- 静岡県川根本町

### 近畿
- 京都府和束町
- 京都府伊根町
- 兵庫県香美町小代（おじろ）
- 奈良県曽爾村

### 中国・四国
- 鳥取県智頭町
- 島根県海士町
- 岡山県新庄村
- 山口県阿武町
- 徳島県上勝町
- 香川県まんのう町琴南（ことなみ）・仲南（ちゅうなん）・長炭（ながすみ）
- 愛媛県上島町
- 高知県本山町

### 九州・沖縄
- 福岡県八女市星野村
- 福岡県東峰村
- 長崎県小値賀町
- 熊本県高森町
- 熊本県南小国町
- 大分県由布市湯布院町塚原
- 宮崎県椎葉村
- 鹿児島県喜界町
- 沖縄県多良間村

## 沿革
- 2005年（平成17年）10月4日 - 北海道美瑛町での総会にて発足。当初の加盟町村は北海道美瑛町・北海道赤井川村・山形県大蔵村・岐阜県白川村・長野県大鹿村・徳島県上勝町・熊本県南小国町の7つ[5]。
- 2006年（平成18年）
  - 2月24日 - 特定非営利活動法人の認証を受ける。
  - 10月4日 - 定期総会にて、長野県木曽町開田高原と宮崎県高原町を新たに加え9町村・地域となる。
- 2007年（平成19年）10月4日 - 定期総会にて、北海道標津町と岐阜県下呂市馬瀬を新たに加え11町村・地域となる。
- 2008年（平成20年）10月7日 - 定期総会にて北海道鶴居村、北海道京極町、山形県飯豊町、長野県中川村、長野県南木曽町、京都府伊根町と高知県馬路村を新たに加え18町村・地域となる。
- 2009年（平成21年）10月6日 -  新たに15の町村・地域が加盟。加盟総数が33町村・地域となる。
- 2010年（平成22年）
  - 8月4日 - 世界で最も美しい村連合会に加盟[6][7]。
  - 9月27日 - 新たに6町村が加盟。加盟総数が39町村・地域となる[6][7]。
- 2011年（平成23年）10月8日 - 新たに5町村（4町村1地域）が加盟。加盟総数が44町村・地域となる。
- 2012年（平成24年）10月4日 - 新たに5町村（4町村1地域）が加盟。加盟総数が49町村・地域となる。
- 2013年（平成25年）10月4日 - 新たに5町村（4町村1地域）が加盟。加盟総数が54町村・地域となる。
- 2014年（平成26年）
  - 3月31日 - 岐阜県白川村が退会。加盟総数は53町村・地域となる。なお、退会した自治体・地域はこれが初めて[8]。
  - 10月2日 - 新たに2町村が加盟。加盟総数が55町村・地域となる。
- 2015年（平成27年）
  - 1月 - 山梨県道志村が退会。加盟総数は54町村・地域となる。
  - 10月2日 - 新たに6つの町村・地域が加盟。加盟総数が60町村・地域となる[9]。
- 2016年（平成28年）10月7日 - 北海道清里町・中札内村など新たに4つの町村・地域が加盟。加盟総数が64町村・地域となる[10][11]。
- 2017年（平成29年）3月31日 - 長野県池田町が退会。加盟総数は63町村・地域となる[12]。
- 2019年（平成31年・令和元年）
  - 3月31日 - 宮崎県綾町が退会。加盟総数は62町村・地域となる。
  - 6月28日 - 青森県西目屋村が加盟。加盟総数は63町村・地域となる[13]。
  - 10月7日 - 福島県昭和村が加盟[14]。加盟総数は64町村・地域となる。
- 2020年（令和2年）
  - 3月31日 - 北海道滝川市江部乙が退会。加盟総数は63町村・地域となる。
  - 9月・10月 -「日本で最も美しい村ビューティフルデー」の取組を開始[15]。
  - 年末 - 青森県弘前市岩木が退会[16]。
- 2021年（令和3年）
  - 3月 - 熊本県球磨村が退会[17]。
  - 7月 - 宮崎県高原町が退会[17]。
  - 7月2日 - 香川県まんのう町（琴南・仲南・長炭地区）が加盟[18]。
  - 7月20日 - 「日本で最も美しい村オンライン大学」の取組を開始[19]。
- 2022年（令和4年）
  - 10月30日 - 加盟町村地域で暮らす35歳以下の若者を対象にした「全国U35みらい創造会議 in TOKYO」を初めて開催[20]。
  - 12月 - 山口県阿武町が加盟[21]。
- 2023年（令和5年）
  - 3月 - 福島県北塩原村が退会[22]。
  - 5月23日～26日 - 京都府の伊根町および和束町を会場に、日本での2度目の「世界の最も美しい村連合」総会が開催される[23]。
- 2024年（令和6年）
  - 6月12日～14日 - 加盟町村地域内の概ね35歳以下の食に携わる若手の料理人や飲食店経営者を対象とした「若手料理人交流会」を青森県田子町で初めて開催[24]。

## 事務局
- 〒101-0044 東京都千代田区鍛冶町1-10-4　NPO法人「日本で最も美しい村」連合事務局

## 加盟認定の条件
連合に加盟するためには、下記の条件を満たす必要がある。
1. 加盟しようとする自治体（町村）等の直近の国勢調査の人口が、概ね1万人以下であること。
2. 申請する自治体の議会の同意を得ていること。
3. 次に定める地域資源が2つ以上あること。
  1. 景観 - 生活の営みにより作られた景観（伝統的なまちなみや里山・里海）をいう。
  2. 文化 - 昔ながらの祭りや芸能、郷土文化などをいう。
4. 連合が評価する地域資源を生かす活動があること。
  1. 美しい景観に配慮したまちづくりを行っていること。
  2. 住民による工夫した地域活動を行っていること。
  3. 地域特有の工芸品や生活様式を頑なに守っていること。

地域会員（自治体内の部分地域で加盟）の場合はこのほかに、申請する地域（旧自治体など）に規約を有する地域協議会などの団体があることが条件となっている。
加盟申請のあった自治体への現地調査と厳正な審査のもと、加盟の可否が決定される。その際の評価項目は下記のとおりである。
1. 世襲財産の継承 - 世襲財産を保護する公的な規制の存在。
2. 住民の自主的活動 - 地域の価値を高め、発展させる努力。および、地域の活力を高め、発展させるための住民の自主的な取り組み。
3. 経済的自立 - 入りを増やし、出を制する、経済的な自立を目指す努力。
4. 首長の思いや、リーダーシップが発揮され、今後のビジョン展開が明白であること。

## サポーター会員
連合の活動を支えるサポーター会員（企業・個人）の制度がある。サポーター会員には、正会員と準会員の2種類がある。

### サポーター企業
2023年8月1日現在、下記が連合のサポーター企業となっている。
- カルビー株式会社
- 伊那食品工業株式会社
- 中日本氷糖株式会社
- 株式会社新進
- 株式会社革新企業研究所
- カルビーポテト株式会社
- タイコー株式会社
- 株式会社 地域科学研究所ホールディングス
- 株式会社プランナー・ワールド
- 株式会社博報堂
- 有限会社エイチ・アイ・エフ
- 株式会社沖縄教育出版
- 株式会社エイチ・アイ・エス
- 株式会社アデリー
- 株式会社ハートリンク
- 喜界島酒造株式会社
- 北海道産地直送センター
- 株式会社昇夢虹
- 株式会社　グラムスリー
- 生和糖業株式会社
- 松谷化学工業株式会社
- 三浦工業株式会社
- 株式会社霧島町蒸留所
- 江別製粉株式会社
- 株式会社祁答院蒸溜所
- 株式会社　太洋商会
- メイホウ食品株式会社
- 六合の里温泉郷組合
- 日本甜菜製糖株式会社
- タイム技研株式会社
- 株式会社　蓬莱軒
- 株式会社　エフ・プロジェクト
- アミタホールディングス株式会社
- 株式会社シーピーアール
- 三井製糖株式会社
- 株式会社　叶匠寿庵
- 株式会社　ブナの里振興公社
- 丹後海陸交通株式会社
- キャリーシステム株式会社
- 井村屋グループ株式会社
- 美瑛町農業協同組合
- 株式会社 New KRH
- 佐久間建設工業株式会社
- 株式会社　石井実業
- 株式会社　琉球補聴器
- 株式会社アドバンテック
- 曽爾村観光協会
- 株式会社 日本エム・アイ・エー
- 株式会社　五勝手屋本舗
- コーデックケミカル株式会社
- 株式会社 ゆめ酵母 HIGENO.PANYA 北の焼きパン屋
- 株式会社 米匠庵 地域活性化研究所
- 有限会社 エクサピーコ
- 株式会社 グリンバレー
- 株式会社 鶴居村振興公社
- 株式会社 タテヤマ
- ナガノインテリア工業　株式会社
- 株式会社　北岡本店
- 株式会社JAPAN PROPERTY nationwide
- 美瑛施設管理協同組合
- 有限会社　良平堂
- 株式会社ごっつぉ便
- ハジメ産業株式会社
- 一般社団法人リスクファイナンス研究所
- SOMPOひまわり生命保険株式会社
- (一社)国際自転車交流協会
- 株式会社福菱

## 関連する団体や取組
「日本で最も美しい村」連合が設けている地域ブロック等のほかにも、下記のような連合の枠組みを活かした団体や取組がある（五十音順）。
- EXAPIECO（エクサピーコ） - タブロイド新聞『季刊 日本で最も美しい村』などを発行。
- 美しい村DAO - 加盟自治体とデジタル村民とをつなぐ共創型地方創生プラットフォーム。
- 「日本で最も美しい村」教育ネットワーク - 連合のつながりを教育面で活かそうとしているネットワーク。
- 日本で最も美しい村ネットワーク - 加盟村の地域おこし協力隊経験者を中心としたネットワーク。
- 「日本で最も美しい村」連合阿蘇支部 - 熊本県阿蘇郡の加盟自治体（高森町・南小国町）で構成。
- 「日本で最も美しい村」連合学生サポーター
- 「日本で最も美しい村」連合社会人サポーター
- 「日本で最も美しい村」連合長野県会議 - 長野県内の加盟自治体・地域で構成。
- 「日本で最も美しい村」連合山梨県・静岡県連絡会議 - 山梨県の早川町と静岡県の川根本町・松崎町で構成。
- hitokoto Radio - 人の物語を語る時間。 - 連合のつながりを活かし、地域の魅力を掘り下げながら日本の未来を考えるラジオ番組。